# Krasnobród
 (mai 2022).
Si vous disposez d'ouvrages ou d'articles de référence ou si vous connaissez des sites web de qualité traitant du thème abordé ici, merci de compléter l'article en donnant les références utiles à sa vérifiabilité et en les liant à la section « Notes et références ».
Krasnobród (prononciation [krasˈnɔbrud])  est une ville de la voïvodie de Lublin, dans le sud-est de la Pologne. 
Elle est le siège administratif (chef-lieu) de la gmina de Krasnobród, dans le powiat de Zamość. 
Sa population s'élevait à 3 091 habitants en 2013 répartie sur une superficie de 6,99 km².

## Histoire
La ville et ses environs furent le théâtre d'une des dernières batailles de la Campagne de Pologne entre les forces polonaises et allemandes.

## Administration
De 1975 à 1998, la ville était attachée administrativement à l'ancienne voïvodie de Zamość.

Depuis 1999, elle fait partie de la nouvelle voïvodie de Lublin.

## Galerie

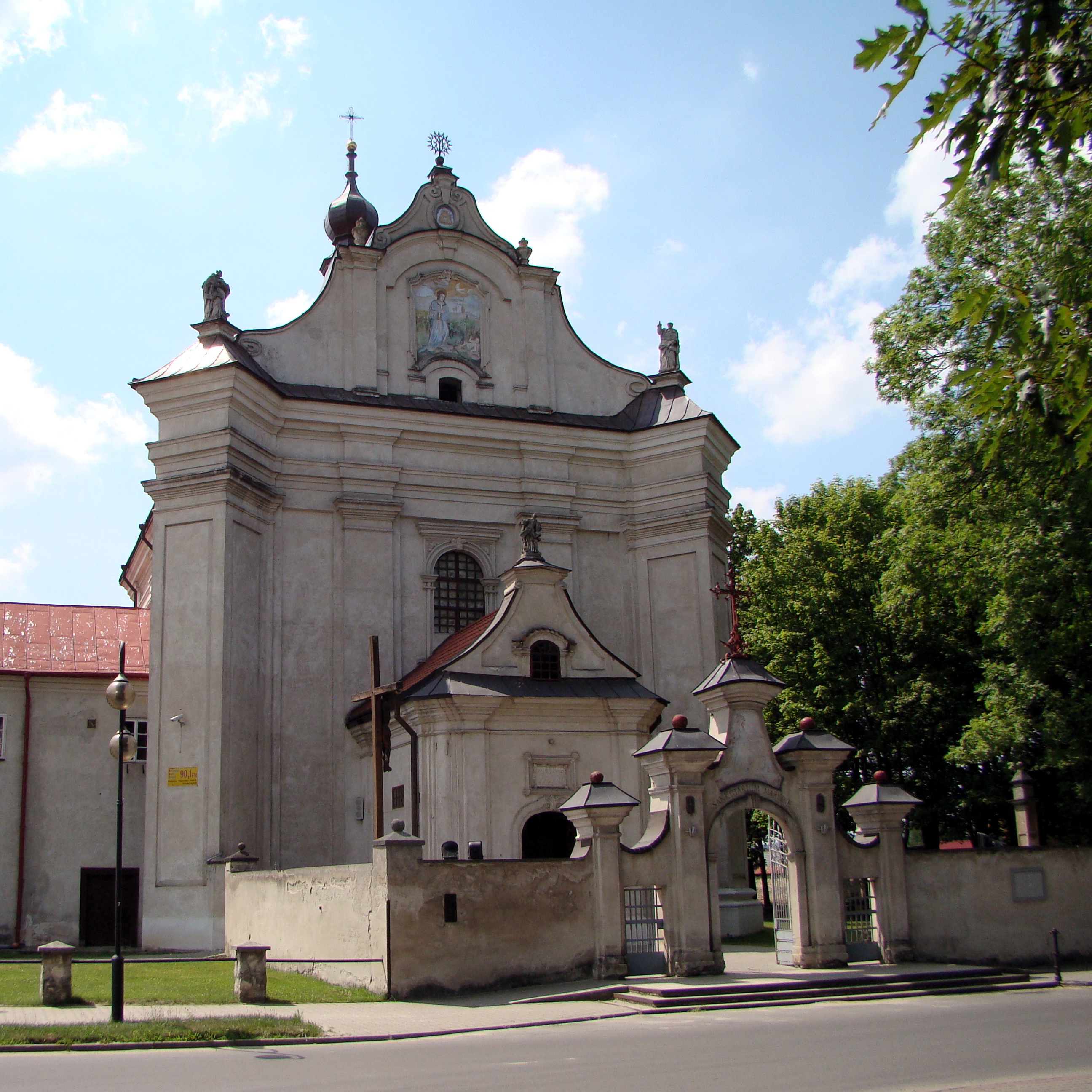
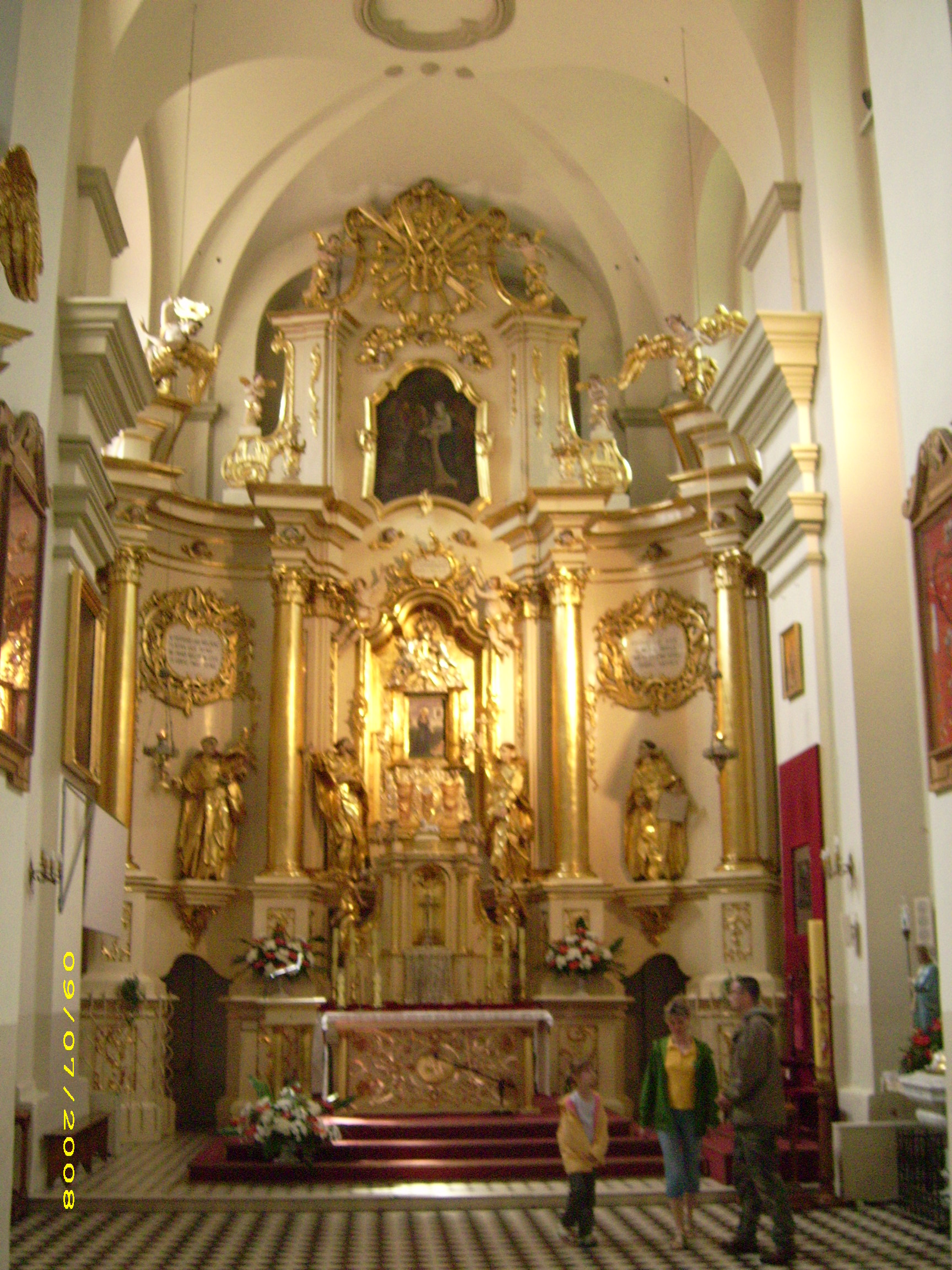
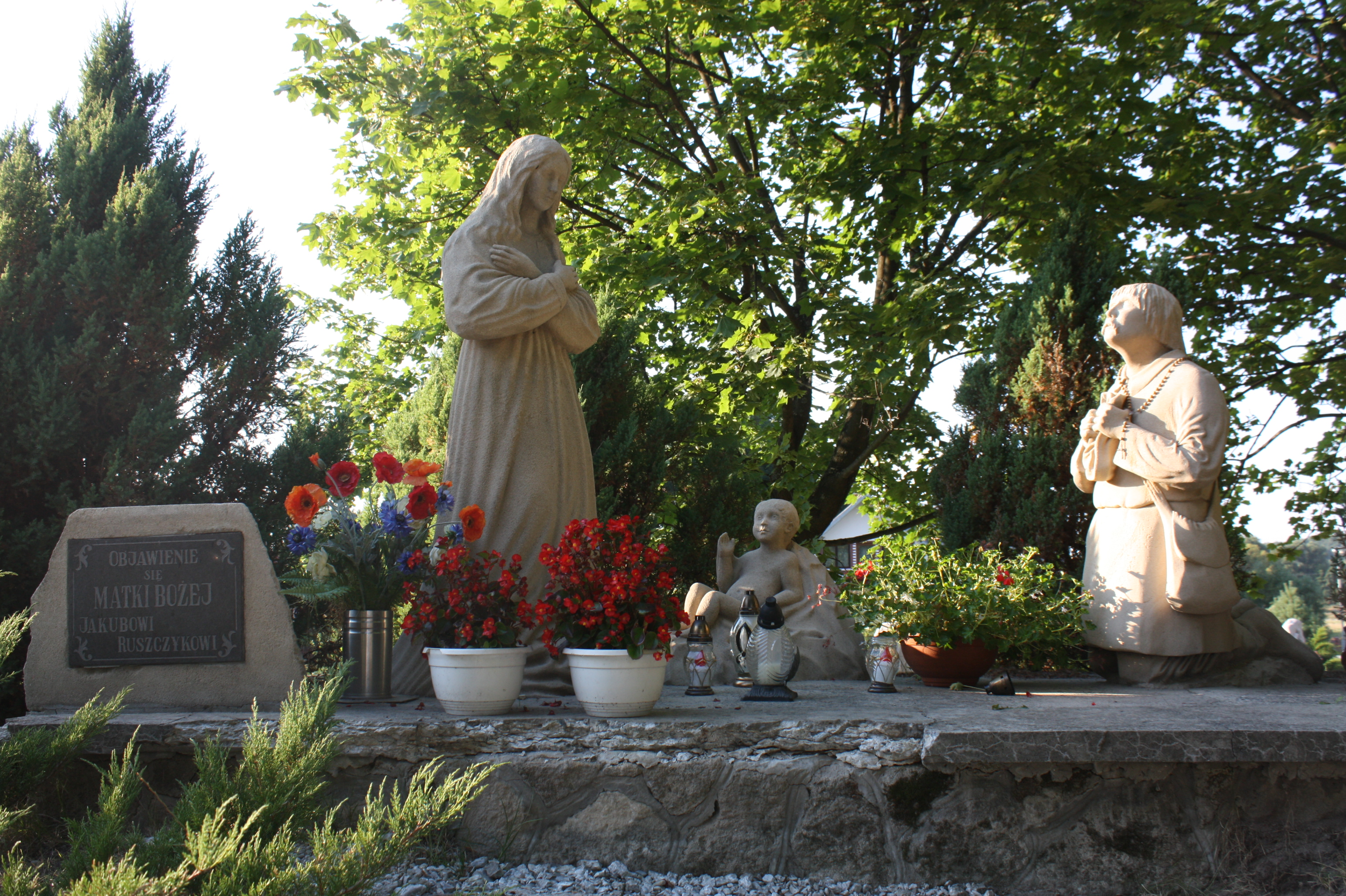
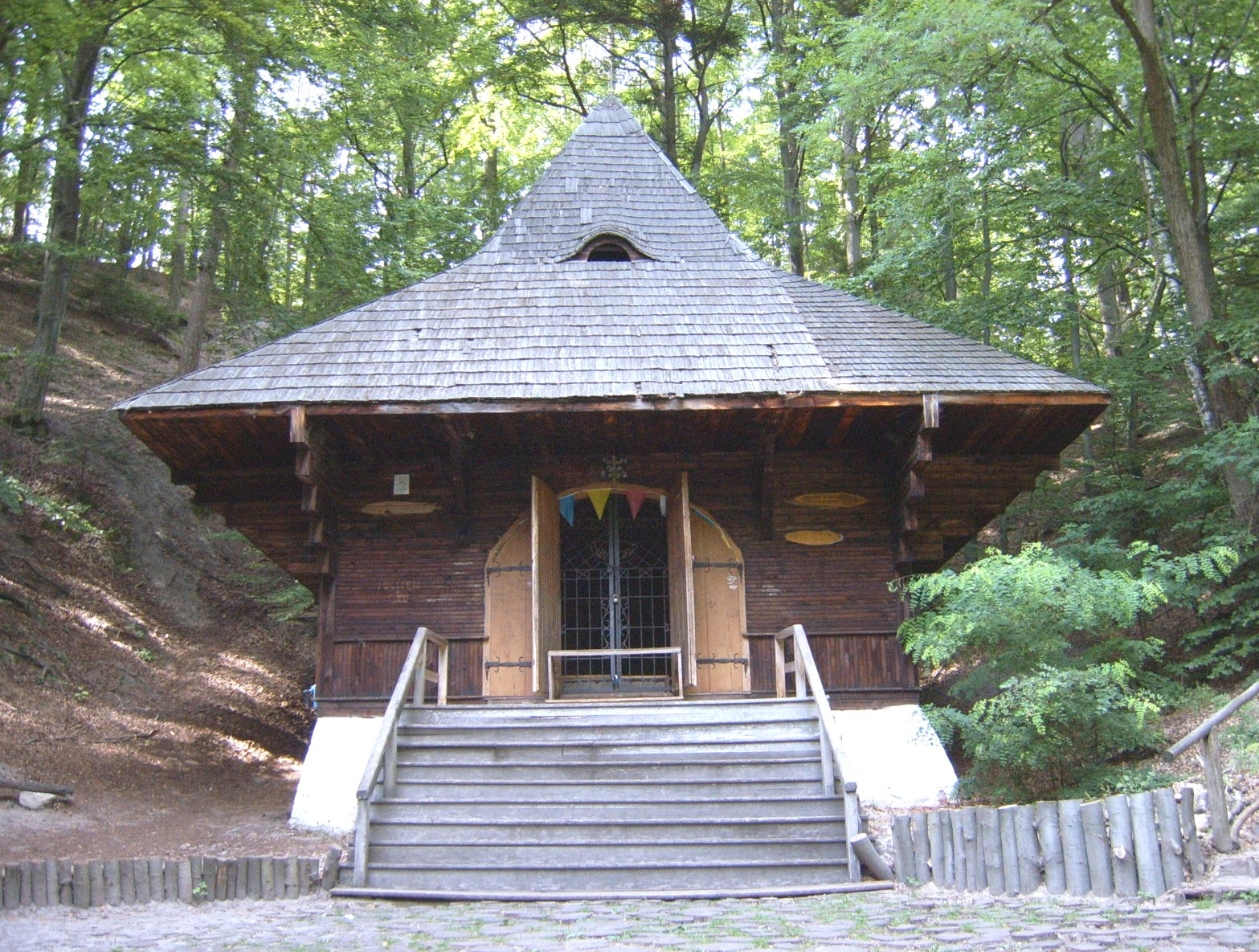
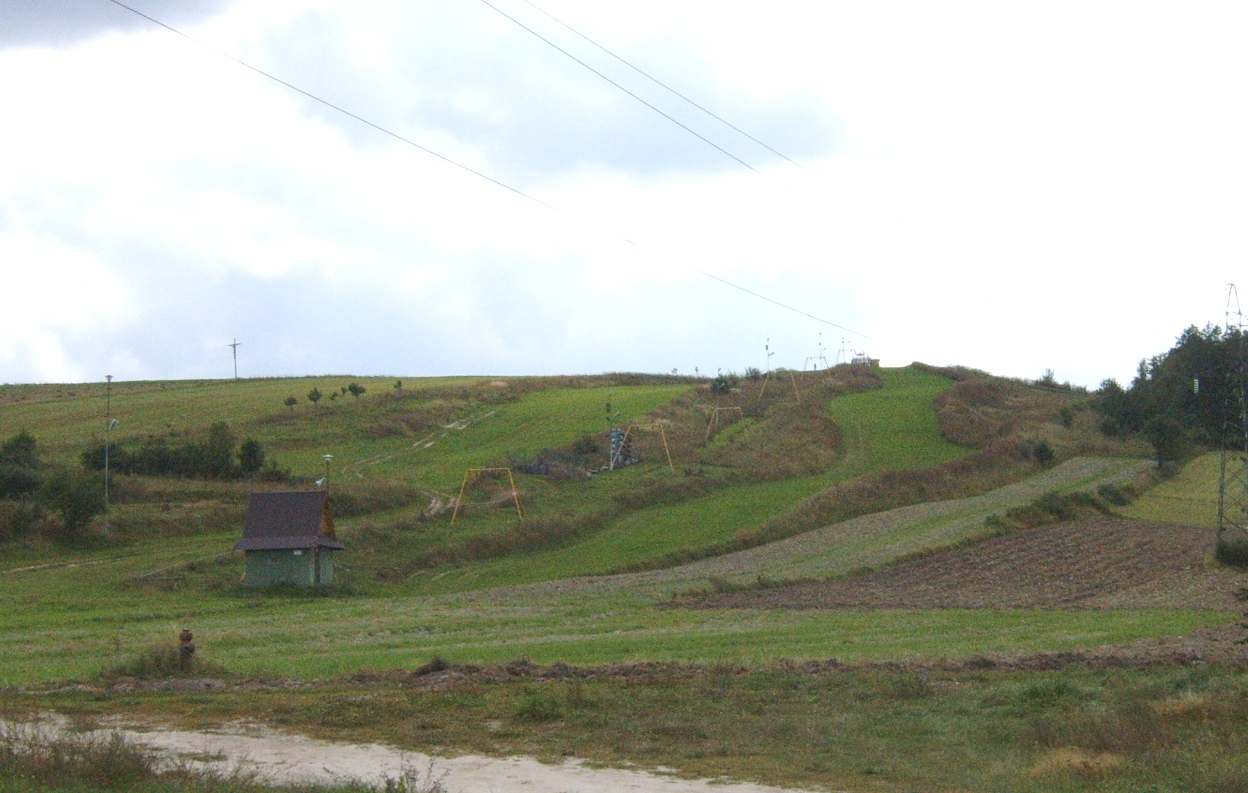
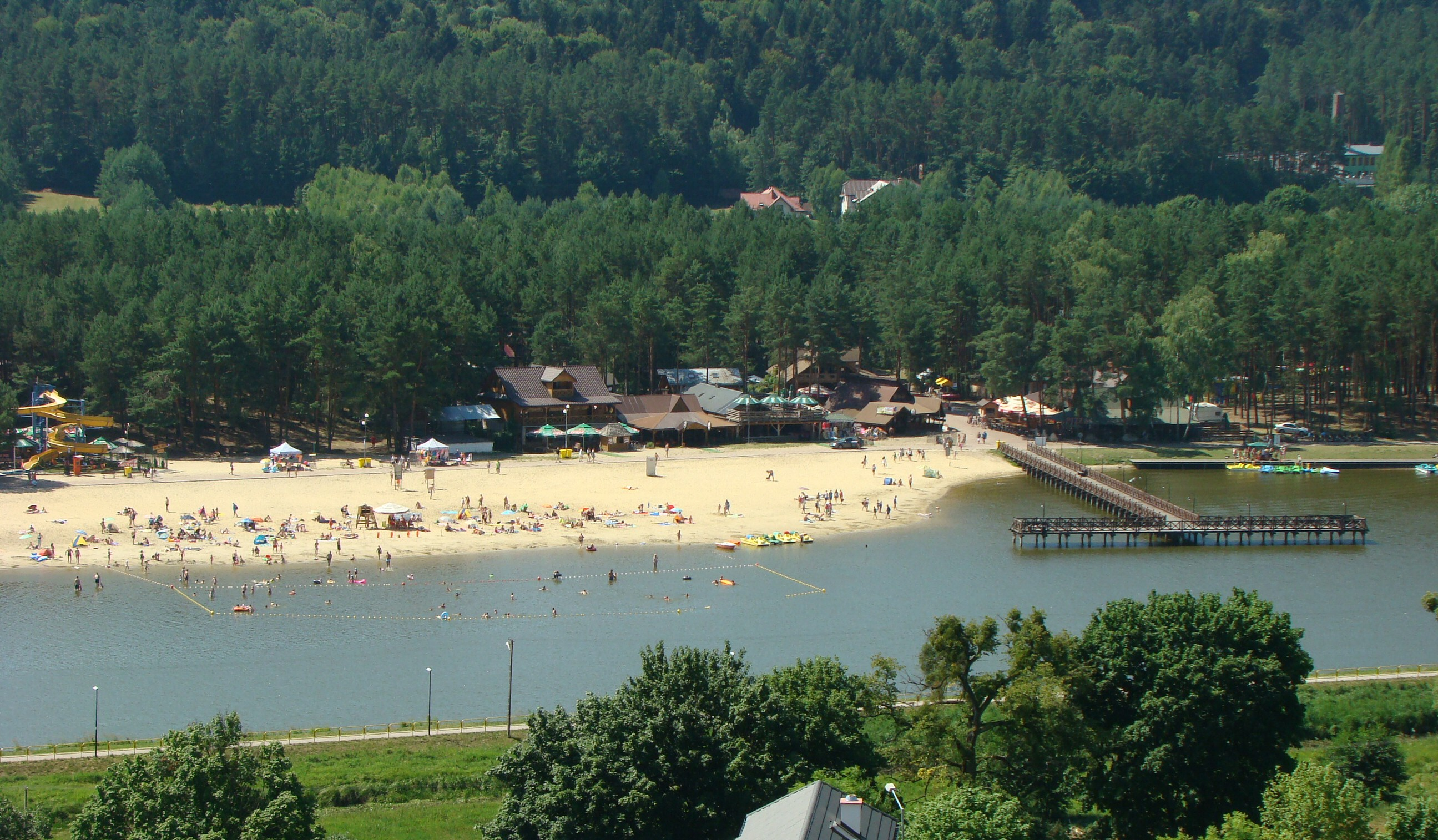
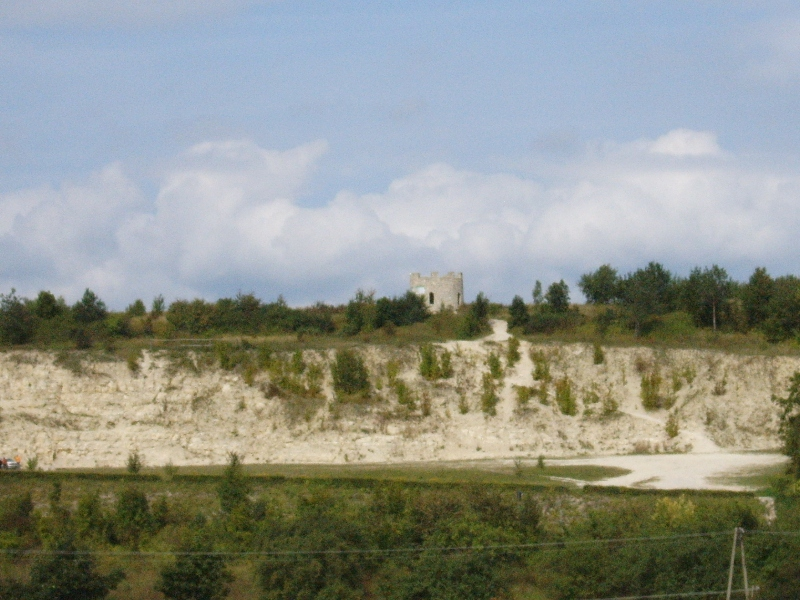
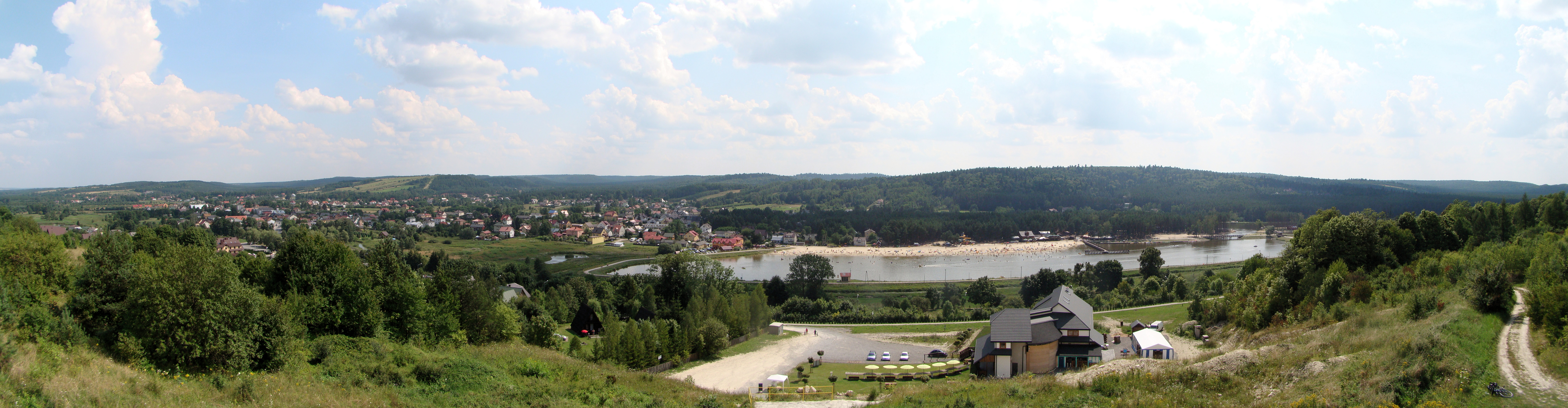
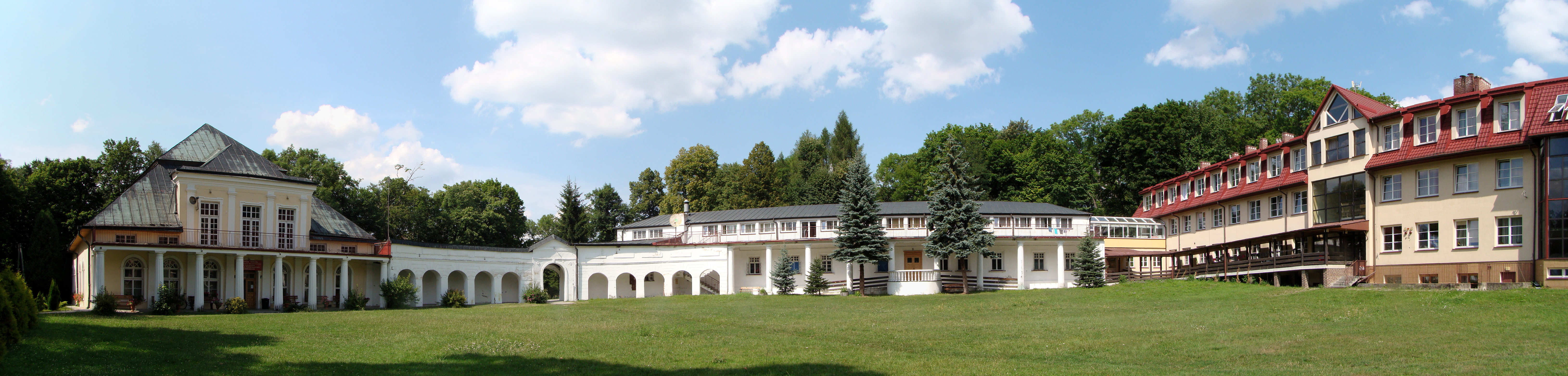
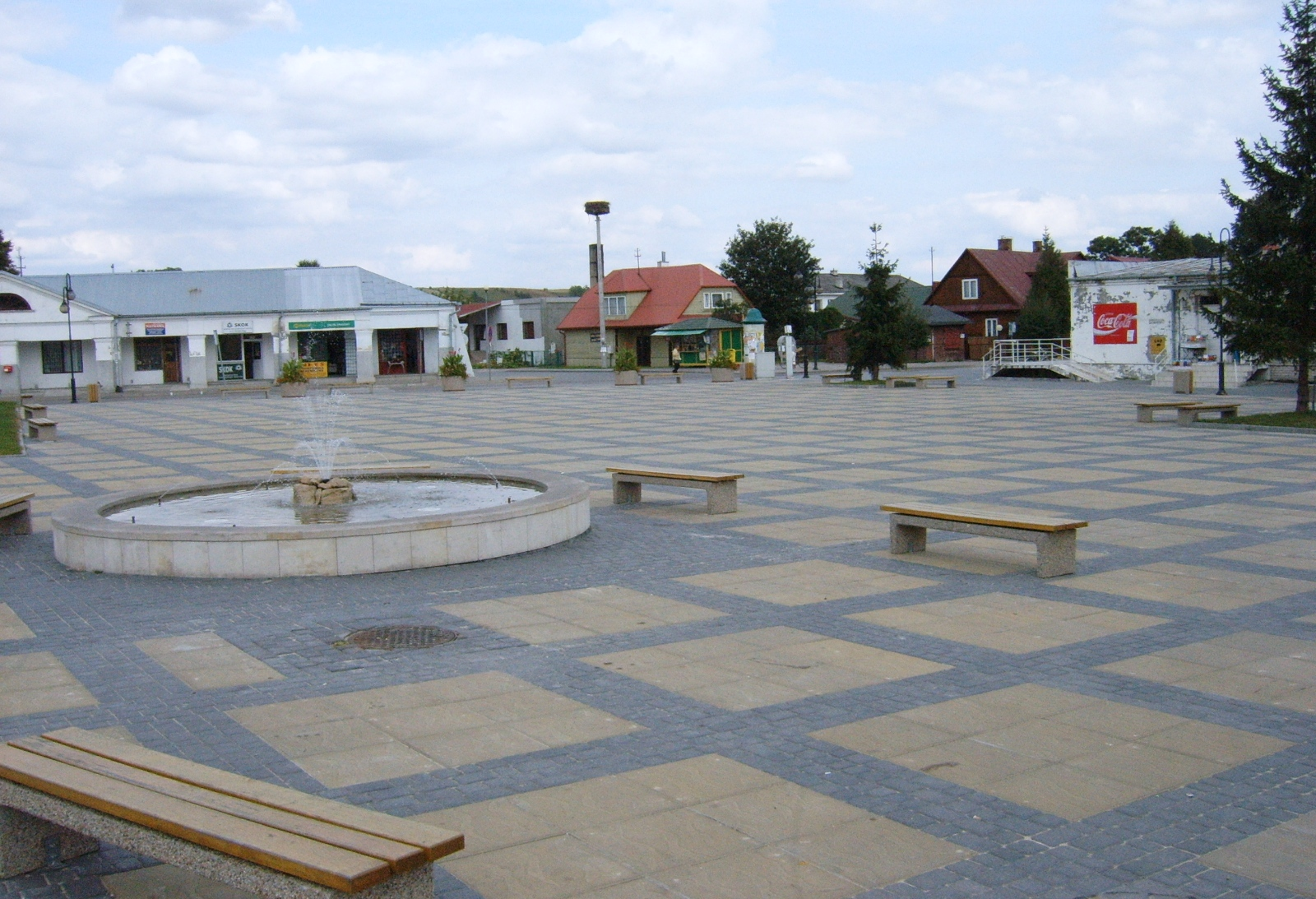
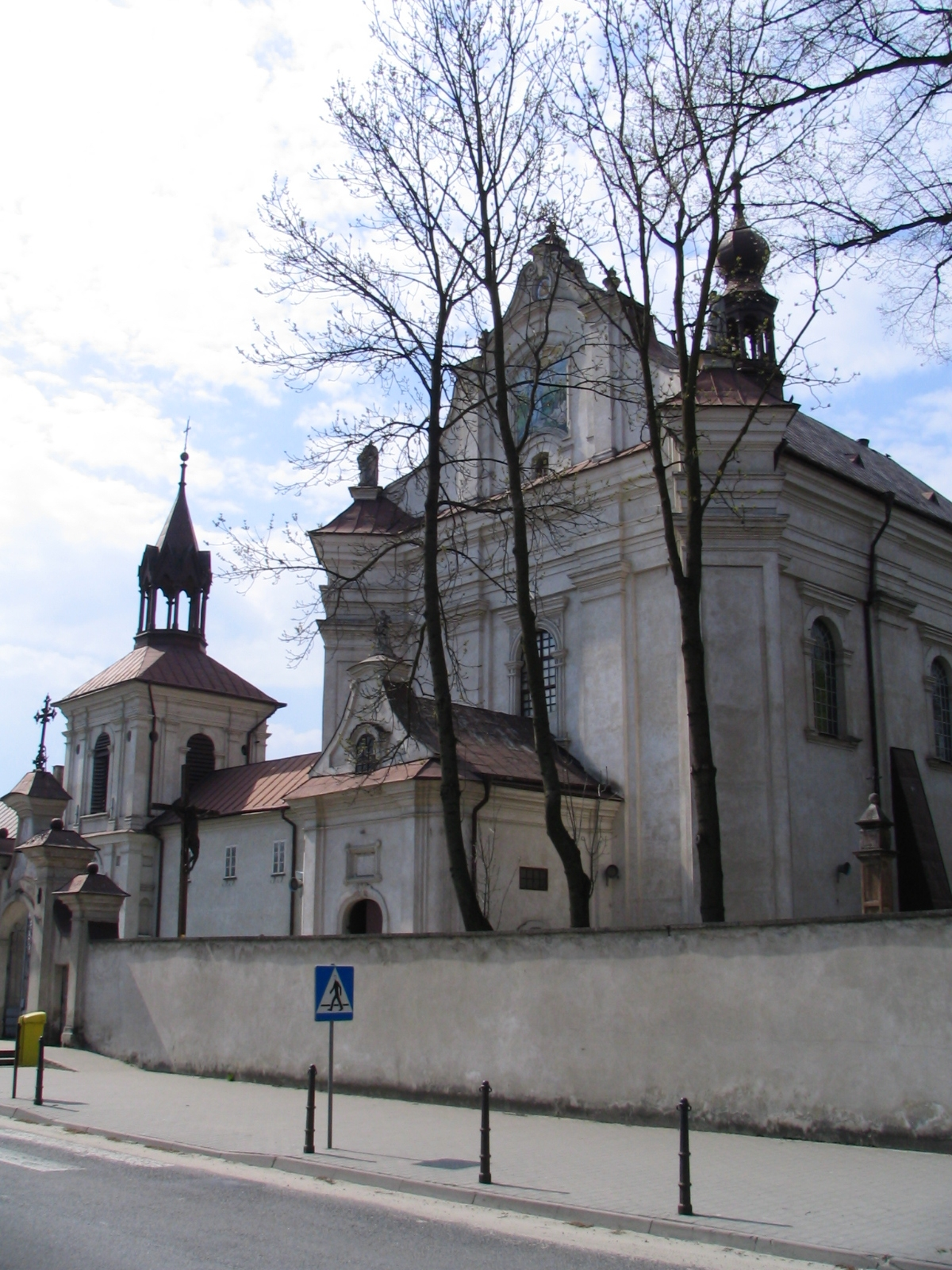
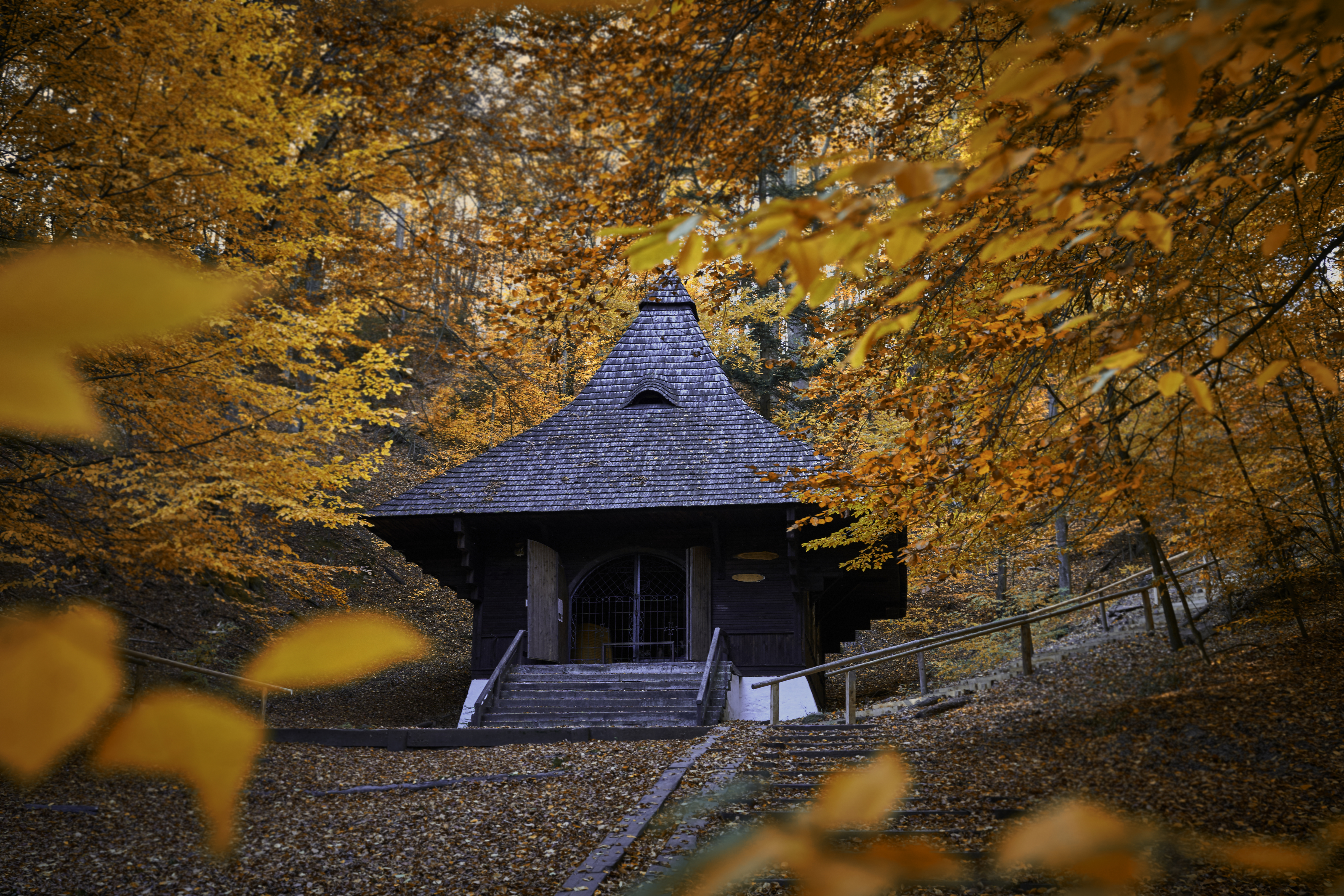